# 芬尼縣 (堪薩斯州)
芬尼县（英語：Finney County，簡稱FI）是美國堪薩斯州西南部的一個縣。面積3,374平方公里。根據美國2000年人口普查，共有人口40,523人。縣治加登城 （Garden City）。
成立於1863年3月6日，原名Sequoyah；1883年2月21日改名。縣名紀念州議員、副州長大衛·W·芬尼 （David W. Finney）。